# Brill’s Inner Asian Library
Brill’s Inner Asian Library (Brills Innerasiatische Bibliothek) ist eine englischsprachige orientalistische Buchreihe, die im Verlag Brill erscheint und auf Zentral- oder Innerasien spezialisiert ist. Band Nummer 1 erschien zuerst 2003, einige wenige Bände teils früher.
Die Herausgeber der Reihe sind Michael Drompp, Devin DeWeese und Mark C. Elliott. Die Reihe widmet sich dem Verlag zufolge der Geschichte, Literatur, Religion, Kunst, Wirtschaft und Politik dieser innerasiatischen Kulturen und Gesellschaften, die nach dem Zerfall der Sowjetunion einmal mehr eine wichtige Rolle bei der Bildung eines neuen Gleichgewichts (in the formation of a new balance) in Asien spielen werden. Die Reihe hat die ISSN 1566-7162. Die folgende Übersicht erhebt keinen Anspruch auf Aktualität oder Vollständigkeit (einige der angegebenen Bände erschienen bereits in früheren Ausgaben):

## Bände
- 1 Manchu-Mongol Relations on the Eve of the Qing Conquest. A Documentary History. Nicola Di Cosmo[4] und Dalizhabu Bao. 2021 (zuerst 2003), ISBN 978-90-04-49197-7
- 2 The Crimean Tatars. The Diaspora Experience and the Forging of a Nation. Brian Williams[5]. 2021, ISBN 978-90-04-49128-1
- 3 The Indian Diaspora in Central Asia and Its Trade, 1550–1900. Scott Cameron Levi. 2002, ISBN 978-90-474-0120-9
- 4  Evading Reality: The Devices of ‘Abdalrauf Fitrat. Modern Central Asian Reformist. Edward Allworth. 2021, ISBN 978-90-04-49167-0
- 5 The Letters of Khwāja ʾUbayd Allāh Aḥrār and his Associates. Jo-Ann Gross und Asam Urunbaev 2021, ISBN 978-90-04-49242-4
- 6 Young Mongols and Vigilantes in Inner Mongolia's Interregnum Decades, 1911–1931 (2 vols.). Christopher Atwood. 2002, ISBN 978-90-04-12607-7
- 7  The Secret History of the Mongols. A Mongolian Epic Chronicle of the Thirteenth Century. Igor de Rachewiltz. 2006, ISBN 978-90-04-15363-9
- 7  The Secret History of the Mongols, VOLUME 3 (Supplement). A Mongolian Epic Chronicle of the Thirteenth Century. Band: 7/3. Igor de Rachewiltz. 2013, ISBN 978-90-04-25858-7
- 8 The Jewel Translucent Sūtra. Altan Khan and the Mongols in the Sixteenth Century. Johan Elverskog. 2021, ISBN 978-90-04-42034-2
- 9  The Personal History of a Bukharan Intellectual. The Diary of Muḥammad Sharīf-i Ṣadr-i Ziyā. Muḥammad Sharif-i Ṣadr-i Ziyā. 2021, ISBN 978-90-474-1237-3
- 10 The Garden of the Eight Paradises. Bābur and the Culture of Empire in Central Asia, Afghanistan and India (1483–1530). Stephen Dale. 2004, ISBN 978-90-474-1314-1
- 11 Mongols, Turks, and Others. Eurasian Nomads and the Sedentary World. Herausgeber: Reuven Amitai und Michal Biran. 2021, ISBN 978-90-474-0633-4
- 12 An Islamic Biographical Dictionary of the Eastern Kazakh Steppe: 1770–1912. Herausgeber: Allen Frank und Mirkasyim Usmanov. 2004, ISBN 978-90-474-0647-1
- 13 Tang China and the Collapse of the Uighur Empire. A Documentary History. Michael Drompp. 2021, ISBN 978-90-474-1478-0
- 14 Uygur Patronage in Dunhuang. Regional Art Centres on the Northern Silk Road in the Tenth and Eleventh Centuries. Lilla Russell-Smith. 2021, ISBN 978-90-474-1569-5
- 15  Constructing Suiyuan. The Politics of Northwestern Territory and Development in Early Twentieth-Century China. Justin Tighe. 2021, ISBN 978-90-474-0788-1
- 16  The Empire and the Khanate. A Political History of Qing Relations with Khoqand c.1760–1860. Laura Newby. 2005, ISBN 978-90-474-1533-6
- 17 A Political and Diplomatic History of Afghanistan, 1863–1901. Mohammad Hassan Kakar. 2006, ISBN 978-90-474-0983-0
- 18 On the Cusp of an Era. Art in the Pre-Kuṣāṇa World. Herausgeberin: Doris Srinivasan. 2007, ISBN 978-90-474-2049-1
- 19  Timurids in Transition. Turko-Persian Politics and Acculturation in Medieval Iran. Maria Subtelny. 2007, ISBN 978-90-474-2160-3
- 20  Divine Knowledge. Buddhist Mathematics According to the Anonymous Manual of Mongolian Astrology and Divination. Brian Baumann. 2008, ISBN 978-90-474-2836-7
- 21  The Journey of Maps and Images on the Silk Road. Herausgeber: Philippe Forêt und Andreas Kaplony. 2008, ISBN 978-90-474-2497-0
- 22 Gog and Magog in Early Eastern Christian and Islamic Sources. Sallam's Quest for Alexander's Wall. E.J. van Donzel und Andrea Schmidt. 2010, ISBN 978-90-474-2762-9
- 23  Dictionary of Sonom Gara's[6] Erdeni-yin Sang. A Middle Mongol Version of the Tibetan Sa skya Legs bshad. Mongol – English – Tibetan. Györgi Kara. 2009, ISBN 978-90-04-18224-0
- 24 The Mongols and the Armenians (1220–1335). Bayarsaikhan Dashdondog. 2010, ISBN 978-90-04-19211-9
- 25 Change in Democratic Mongolia. Social Relations, Health, Mobile Pastoralism, and Mining. Bandherausgeber: Julian Dierkes . 2012, ISBN 978-90-04-23147-4
- 26  Bukhara and the Muslims of Russia. Sufism, Education, and the Paradox of Islamic Prestige. Allen J. Frank. 2012, ISBN 978-90-04-23490-1
- 27 Four Types of Loyalty in Early Modern Central Asia. The Tūqāy-Tīmūrid Takeover of Greater Mā Warā al-Nahr, 1598–1605. Thomas Welsford. 2012, ISBN 978-90-04-23675-2
- 28 The Šabdan Baatır Codex. Epic and the Writing of Northern Kirghiz History. Herausgeber/Übersetzer: Daniel Prior. Beiträger: Musa Chagataev, Belek Soltonoev, und Shabdan Dzhantaev. 2012, ISBN 978-90-04-23727-8
- 29 Explorations in the Social History of Modern Central Asia (19th – Early 20th Century). Herausgeber: Paolo Sartori. 2013, ISBN 978-90-04-25419-0
- 30 The Art of Symbolic Resistance. Uyghur Identities and Uyghur-Han Relations in Contemporary Xinjiang. Joanne N. Smith Finley. 2013, ISBN 978-90-04-25678-1
- 31  Turko-Mongol Rulers, Cities and City Life. Bandherausgeber: David Durand-Guédy. 2013, ISBN 978-90-04-25700-9
- 32 A Turkic Medical Treatise from Islamic Central Asia. A Critical Edition of a Seventeenth-Century Chagatay Work by Subḥān Qulï Khan. László Karoly. 2014, ISBN 978-90-04-28498-2
- 33  Nomads on Pilgrimage. Mongols on Wutaishan (China), 1800–1940. Isabelle Charleux. 2015, ISBN 978-90-04-29778-4
- 34  Kashgar Revisited: Uyghur Studies in Memory of Ambassador Gunnar Jarring. Bandherausgeber: Ildikó Bellér-Hann, Birgit N. Schlyter, und Jun Sugawara. 2016, ISBN 978-90-04-33007-8
- 35  Managing Frontiers in Qing China. The Lifanyuan and Libu Revisited. Bandherausgeber: Dittmar Schorkowitz und Ning CHIA. 2016, ISBN 978-90-04-33500-4
- 36 How Mongolia Matters: War, Law, and Society.  Bandherausgeber: Morris Rossabi. 2017, ISBN 978-90-04-34340-5
- 37 Great Journeys across the Pamir Mountains. A Festschrift in Honor of Zhang Guangda on his Eighty-fifth Birthday. Herausgeber: Huaiyu Chen und Xinjiang Rong. 2018, ISBN 978-90-04-36225-3
- 38  Seeking Justice at the Court of the Khans of Khiva (19th – early 20th Centuries). Paolo Sartori und Ulfat Abdurasulov. 2020, ISBN 978-90-04-42790-7
- 39 New Approaches to Ilkhanid History, Herausgeber: Timothy May, Bayarsaikhan Dashdondog, und Christopher P. Atwood. 2020, ISBN 978-90-04-43821-7
- 40  A History of the Second Türk Empire (ca. 682–745 AD). Hao Chen. 2021, ISBN 978-90-04-46493-3
- 41  Mongol Caucasia: Invasions, Conquest, and Government of a Frontier Region in Thirteenth-Century Eurasia (1204–1295). Lorenzo Pubblici. 2022, ISBN 978-90-04-50355-7
- 42  Kazakh Muslims in the Red Army, 1939–1945. Allen J. Frank. 2022, ISBN 978-90-04-51538-3
- 43  Muslim Religious Authority in Central Eurasia. Herausgeber: Ron Sela, Paolo Sartori, und Devin DeWeese. 2022, ISBN 978-90-04-52709-6